# Эзра, Гидеон
Гидео́н Э́зра (ивр. גדעון עזרא‎; 30 июня 1937, Иерусалим — 17 мая 2012, там же) — израильский деятель спецслужб и политик, депутат кнессета с 1996 года, министр в ряде правительств Израиля.

## Биография
С 1955 по 1958 год служил в подразделении НАХАЛЬ, закончил службу в звании старшего сержанта. Сотрудник ШАБАК с 1962 по 1995 год, являлся заместителем главы этого ведомства.
В 1996 году был избран депутатом Кнессета XIV созыва от «Ликуда», в кнессете 15-го созыва занимал пост заместителя спикера. В 2001 году стал заместителем министра внутренней безопасности, в 2003 году занял пост министра при министерстве главы правительства.
В июне 2004 года Эзра сменил Бени Элона на посту министра туризма Израиля. 29 ноября 2004 года он был назначен министром внутренней безопасности вместо Цахи Ханегби, ушедшего в отставку в связи с уголовным расследованием предполагаемых политических назначений в его ведомстве. 18 января 2006 года Эзра, вслед за премьер-министром Шароном перешедший в партию «Кадима», занял должность министра экологии, на которой оставался до февраля 2009 года.
Скончался 17 мая 2012 года от рака лёгких.